# Резбоєнь (Тулча)
Резбоєнь, Резбоєні (рум. Războieni) — село у повіті Тулча в Румунії. Входить до складу комуни Касімча.
Село розташоване на відстані 187 км на схід від Бухареста, 55 км на південний захід від Тулчі, 68 км на північ від Констанци, 79 км на південний схід від Галаца.

## Населення
За даними перепису населення 2002 року у селі проживала 821 особа.
Національний склад населення села:
| Національність | Кількість осіб | Відсоток |
| -------------- | -------------- | -------- |
| румуни         | 815            | 99,3%    |
| турки          | 5              | 0,6%     |

Рідною мовою назвали:
| Мова      | Кількість осіб | Відсоток |
| --------- | -------------- | -------- |
| румунська | 816            | 99,4%    |
| турецька  | 5              | 0,6%     |